# Université Sule-Lamido
L'université Sule-Lamido est une université publique nigériane, une université d'État située à Kafin Hausa, dans l'État de Jigawa, au Nigeria. Elle a été créée le 13 mai 2013, agréée par la Commission nationale des Universités (en) en juillet 2013 en tant qu'université d'État de Jigawa et les activités académiques complètes ont commencé en septembre 2014. En décembre 2014, un projet de loi de la Chambre d'assemblée de l'État de Jigawa a rebaptisé l'université,.